# Chen Jiao
Emperatriz Chen de Wu (孝武陳皇后), fue una emperatriz consorte de la dinastía Han, prima y primera esposa del emperador Wu de Han (Liu Che). Fue también conocida como Chen Jiao (en chino simplificado: Chén Jiaō) o por su apodo familiar (nombre de leche) Chen A'Jiao (陈阿嬌). Hija de Chen Wu y su esposa Lui Piao, Princesa Guantao, era por tanto la prima unos años mayor de su cónyuge. Su nombre Jiao significa hermosa y talentosa y aparece en varios poemas y modismos chinos.
La princesa Guantao Liu Piao una vez sostuvo en sus brazos al joven Liu Che y le preguntó si quería casarse con su hija Chen Jiao. El príncipe niño presumió que le construiría "una casa de oro" si se casaban. Así, se concertó un matrimonio arreglado entre Liu Che y Chen Jiao, y Chen Jiao se convirtió en emperatriz de China durante el reinado de su esposo. La anécdota de la emperatriz Chen inspiró el modismo chino "Poniendo a Jiao en una casa dorada" (金屋藏嬌), registrado por primera vez en las Historias de Hanwu de Ban Gu (汉武故事).
El poeta Sima Xiangru escribió una canción, La Oda de la Puerta Larga (長門賦 Changmenfu) describiendo el amor entre la emperatriz Chen Jiao y el emperador Liu Che.

### Matrimonio y primeros años
La Emperatriz Chen era hija de Chen Wu (陳午), Marqués de Tangyi (堂邑侯), y Liu Piao (劉嫖), Princesa Magnífica Guantao (館陶長公主, hermana mayor del Emperador Jing de Han). La Emperatriz Chen también tenía dos hermanos, Chen Xu (陳須) y Chen Jiao (陳蟜 diferentes hanzi). No se conservan registros históricos auténticos de su nombre real, y el nombre bien conocido "A'Jiao" procede de la obra de Ban Gu Historias de Hanwu (漢武故事 / 汉武故事 también conocida como Historias de Han Wudi), que se cree escrita durante el periodo Wei-Jin.
La princesa Guantao inicialmente propuso casar a su hija adolescente con Liu Rong (劉榮), el hijo mayor del emperador y entonces príncipe heredero, así como hijo de su concubina favorita, la Señora Li (栗姬). Sin embargo, la Señora Li rehusó groseramente la propuesta porque estaba molesta con la princesa Guantao pues a menudo procuraba nuevas concubinas para el Emperador Jing (por lo tanto obteniendo su favor a expensas de la Señora Li). Una princesa Guantao muy humillada y frustrada se acercó entonces a la Consorte Wang Zhi, otra concubina favorecida del Emperador Jing, y le ofreció casar a su hija con el hijo de 5 años de la consorte Wang, Liu Che, el décimo (y probablemente favorito) hijo varón del emperador y luego Príncipe de Jiaodong (膠東王). La Consorte Wang, que había estado observando en silencio al margen, vio su oportunidad y dio la bienvenida a la propuesta inmediatamente. Este matrimonio político aseguró una alianza entre ellas. Juntas conspiraron para asegurarse de que el Emperador Jing se molestara cada vez más con la Señora Li. Junto con la propia estupidez de la Señora Li, ello finalmente resultó en la deposición de Liu Rong, que fue degradado de príncipe heredero a Príncipe de Linjiang (臨江王) en 150 a. C. y exiliado de la capital Chang'an. La Señora Li murió poco después, y Liu Rong fue arrestado dos años más tarde por apoderarse ilegalmente de tierras de santuarios imperiales y se suicidó bajo custodia. Pero el Emperador Jing inicialmente no aprobó la unión entre Liu Che y Chen Jiao debido a su diferencia de edad (Chen era al menos 8 o 9 años mayor que Liu Che).
Sin embargo, según las Historias de Hanwu de la época Wei-Jin (漢武故事 / 汉武故事), durante una reunión real, la Princesa Guantao sostuvo al joven príncipe en sus brazos y le preguntó si se quería casar con una chica. Después de rechazar la elección de docenas de sirvientas de palacio, la Princesa Guantao finalmente mostró a su hija Chen Jiao a Liu Che, quién se jactó de que le construiría "una casa dorada" si se casaban. Esto inspiró el modismo chino "Poner a Jiao en una casa dorada" (金屋藏嬌), registrado por primera vez en la obra de Ban Gu Historias de Hanwu. La Princesa Guantao entonces utilizó la anécdota como prueba de que el matrimonio estaba destinado a suceder para convencer al Emperador Jing, quién finalmente accedió al matrimonio arreglado.
Liu Che se convirtió en príncipe heredero (príncipe de la corona) a los 7 años, y fue formalmente casado con Chen como la emperatriz designada algunos años más tarde. Cuando el Emperador Jing murió a principios de 141 a. C., el heredero de 16 años Liu Che ascendió al trono como Emperador Wu, y poco después nombró formalmente emperatriz a su esposa.

### Como Emperatriz
La dinastía Han hasta ese momento se había regido por la ideología taoísta Wu wei (無為而治), que defendía la libertad económica y la descentralización del gobierno. En cuanto a la política exterior, el periódico heqin se utilizaba para mantener una paz de iure con la confederación nómada Xiongnu al norte. Estas políticas fueron importantes para estimular la recuperación económica después de la guerra civil Chu-Han, pero no sin inconvenientes. Las políticas no intervencionistas resultaron en pérdida de control monetario y político por parte del gobierno central, permitiendo a los estados vasallos feudales volverse dominantes y rebeldes, culminando en la Rebelión de los Siete Estados durante el reinado del Emperador Jing. El nepotismo entre las clases dirigentes también estancó la movilidad social, además de alentar el desprecio desenfrenado a las leyes por parte de los nobles, lo que llevó al surgimiento de déspotas locales que intimidaban y oprimían a los civiles. La política del heqin tampoco protegía las fronteras Han de las incursiones Xiongnu, con las caballerías nómadas invadiendo tan cerca como 300 li de la capital durante el reinado del Emperador Wen. Políticos destacados como Jia Yi y Chao Cuo habían aconsejado la necesidad de importantes reformas políticas, pero ni el Emperador Wen ni el Emperador Jing estaban dispuestos a implementar tales cambios.
A diferencia de los emperadores anteriores, el joven Emperador Wu no estaba dispuesto a soportar tal status quo. Menos de un año después de su coronación, basándose en los consejos de eruditos confucianos, inició una serie de reformas ambiciosas, conocidas en la historia china como las Reformas Jianyuan (建元新政). Sin embargo, sus reformas amenazaban los intereses de las clases nobles, y fue rápidamente derrotado por su abuela, la Magnífica Emperatriz Viuda Dou, que mantenía un poder político real y efectivo en la corte Han. Sus dos nobles partidarios, Dou Ying (竇嬰) y Tian Fen (田蚡), fueron despojados de sus puestos; y sus dos mentores, Wang Zang (王臧) y Zhao Wan (趙綰), fueron destituidos, arrestados y forzados al suicidio en prisión. El Emperador Wu, ahora privado de aliados, fue objeto de conspiraciones para despojarle del trono.
En este punto, la Emperatriz Chen ya llevaba varios años casada con el Emperador Wu sin haberse producido ningún embarazo. En un intento por continuar siendo el centro de su atención, también le prohibió tener concubinas. El hecho de que el joven y enérgico Emperador Wu permaneciera sin hijos había sido utilizado por sus enemigos políticos como una excusa para considerar su deposición (la incapacidad de propagar el linaje real era un asunto grave en cualquier realeza) y reemplazarle por su tío lejano Liu An (劉安), Rey de Huainan (淮南王), una figura renombrada de la ideología taoísta. La supervivencia política del Emperador Wu dependía ahora fuertemente del cabildeo de su suegra/tía la Princesa Guantao, que sirvió como mediadora para la reconciliación del Emperador con su madre, la Magnífica Emperatriz Viuda Dou. La Princesa Guantao no perdió la oportunidad de explotar esta influencia, y constantemente hacía demandas excesivas a su yerno. El Emperador Wu, ya infeliz con la Emperatriz Chen por su infertilidad y mal comportamiento, se enfureció aun más por la codicia de su madre, pero tuvo que tolerar tal abuso siguiendo el consejo de su madre la Emperatriz Viuda Wang de aguantar y esperar su oportunidad. Así que pasó unos años fingiendo ser dócil, hedonista y haber renunciado a toda ambición política, pero en realidad estaba reclutando simpatizantes en secreto.
Mientras asistía a una ceremonia ritual anual de primavera en Bashang (灞上) en 139 a. C., durante el segundo año de su reinado, el Emperador Wu decidió hacer una visita informal a la casa de su hermana mayor en el camino de regreso. Su hermana, la Princesa Pingyang (平陽公主), que desde hacía mucho tiempo había pretendido imitar a su tía la Princesa Guantao y obtener cierta influencia política, había preparado una colección de mujeres jóvenes para ofrecer a su hermano como concubinas. Sin embargo, su plan no funcionó, ya que ninguna de sus candidatas logró impresionar al Emperador Wu. Dándose cuenta de que su hermano estaba decepcionado y aburrido, llamó a sus bailarinas personales para entretenerle. Entonces, el Emperador Wu puso sus ojos en una joven y bella cantante llamada Wei Zifu (衛子夫) e inmediatamente se enamoró de ella. Tras un encuentro romántico con Wei Zifu, el Emperador Wu le confirió de inmediato mil piezas de oro a su hermana como recompensa, que a cambio le ofreció la chica nueva como regalo. Sin embargo, después de regresar a Chang'an, el Emperador Wu se vio forzado a abandonar a Wei Zifu como una simple sirvienta de palacio y desatenderla bajo la presión de la Emperatriz Chen. No se volvieron a encontrar hasta más de un año después cuando Wei Zifu intentó abandonar el palacio colándose en una fila de sirvientas que iban a ser expulsadas. El emperador, que supervisaba el proceso, la vio y su amor renació cuando la vio llorando y suplicando que la dejaran regresar a casa. Wei Zifu pronto quedó embarazada, limpiando el nombre del Emperador Wu de cualquier especulación de infertilidad y le aseguró el convertirse en su concubina favorita.
El repentino surgimiento de una rival amorosa enfureció a la Emperatriz Chen, pero poco podía hacer ya que Wei Zifu estaba ahora bajo la protección directa del Emperador Wu. La Princesa Guantao entonces intentó buscar venganza para su hija, y después de descubrir que Wei Zifu tenía un medio hermano llamado Wei Qing (衛青) sirviendo como jinete en el Campamento Jianzhang (建章營, la Guardia Real del Emperador Wu), envió hombres para secuestrar y asesinar a Wei Qing. Sin embargo, Wei Qing fue rescatado por sus amigos, un grupo de guardias de palacio dirigidos por Gongsun Ao (公孫敖), que también informó del incidente entero al Emperador Wu. Como señal de molestia hacia la Emperatriz Chen y su madre, el Emperador Wu nombró públicamente a Wei Zifu consorte (夫人, el rango superior a la concubina; una esposa solo inferior a la emperatriz o esposa principal), a Wei Qing Jefe del Campamento Jianzhang (建章監), Jefe del Personal (侍中) y Consejero Jefe (太中大夫), promovió a muchos otros miembros de la familia Wei, y recompensó a todos los que contribuyeron al rescate de Wei Qing. La Consorte Wei Zifu entonces monopolizó el amor del Emperador Wu durante más de una década y le dio tres hijas.
La Emperatriz Chen, ahora abiertamente peleada con el Emperador Wu, fue descuidada en gran medida. Frustrada y celosa, intentó en vano recuperar la atención de su marido amenazando con suicidarse varias veces, lo que solo enfureció más al emperador contra ella. Indefensa y desesperada, se volvió otra vez a su madre para descargar su rabia. Su madre entonces confrontó a la Princesa Pingyang y la acusó de sabotear el matrimonio de su hija, pero fue sencillamente ignorada con la declaración de que la Emperatriz Chen había perdido el favor de su marido simplemente debido a su propia infertilidad. Desconcertada por el argumento, la Emperatriz Chen entonces gastó más de 90 millones de monedas en busca de tratamiento, sin éxito. Aunque como el Emperador Wu ya no visitó su palacio desde el incidente de Wei Qing, ya le era imposible conseguir un embarazo.

### Brujería
Ahora que había perdido completamente el amor de su marido, la Emperatriz Chen sentía una fuerte aversión y celos hacia la Consorte Wei. Finalmente recurrió al ocultismo como un último intento de salvar la situación, y una bruja llamada Chu Fu (楚服) se acercó a ella, reclamando poseer trucos mágicos que podrían ayudarla a restaurar el amor del Emperador, así como maldecir a cualquiera de las concubinas imperiales que desagradaran a la Emperatriz Chen. Completamente convencida por la bruja, la Emperatriz Chen llevó a cabo rituales con Chu Fu día y noche, bebió pociones, creó muñecos de maldición clavados con alfileres de la Consorte Wei, y durmieron juntas "como marido y mujer" con Chu Fu vestida con ropas masculinas.
La brujería era un delito capital según las leyes Han, especialmente si se trataba de familias nobles. La asociación de la Emperatriz Chen con Chu Fu fue pronto descubierta, y el Emperador Wu asignó al infame y temido fiscal Zhang Tang (張湯) para investigar. Después de la represión masiva de Zhang, Chu Fu fue arrestada y ejecutada por decapitación, junto con más de 300 otros acusados. El Emperador Wu entonces emitió un edicto deponiendo oficialmente a la Emperatriz Chen de la posición de emperatriz en 130 a. C., y la exilió de la capital Chang'an, colocándola bajo arresto domiciliario en el Palacio de la Puerta Larga (長門宮), una casa suburbana que la Princesa Guantao una vez le ofreció al Emperador Wu como un regalo por tolerar sus escándalos privados, aunque el Emperador Wu había prometido a su tía-suegra que la ex-la emperatriz sería suministrada con todos los artículos necesarios para la vida diaria.
Dos años más tarde en 128 a. C., la Consorte Wei dio a luz al primer hijo varón del emperador, Liu Ju, y fue nombrada emperatriz por su contribución al linaje real. Su hermano Wei Qing y su sobrino Huo Qubing se convertirían en dos de los generales militares más preciados de la historia Han, consolidando su posición. En 122 a. C., Liu Ju fue nombrado príncipe heredero. Con el establecimiento seguro de la Emperatriz Wei, cualquier posibilidad de que la Emperatriz Chen pudiera ser restituida prácticamente desapareció.
Como resultado, a veces se la conoce como Emperatriz Chen Feihou (陳廢后) con 'Fei' significando 'depuesta'.

### Últimos años
La Emperatriz Chen pasó el resto de su vida en el Palacio de la Puerta Larga. Aun negándose a darse por vencida, contrató al famoso poeta Sima Xiangru para componer una canción más tarde conocida como La Oda de la Puerta Larga (長門賦), con la esperanza de que despertaría la simpatía del Emperador Wu. El Emperador Wu quedó tan conmovido por la canción que volvió a visitarla y la amó de nuevo. Los registros históricos indican que el Emperador Wu recompensó a Sima Xiangru por su trabajo.
Un año después de la deposición de la Emperatriz Chen, su padre Chen Wu murió. La Princesa viuda Guantao, que ya mantenía una relación adúltera con su protegido de 18 años Dong Yan (董偃), se centró entonces en su joven amante. Cuando el Emperador Wu se enteró, pasó el asunto por alto para no crear escándalo a cambio del comportamiento desde entonces sumiso de la Princesa Guantao. Unos años más tarde, cuando Dong Yan falleció a los 30 años, la afligida Princesa Guantao murió en 116 a. C., dejando dispuesto en su testamento ser enterrada con Dong en vez de con su difunto marido. Durante su periodo de duelo filial, sus dos hijos (los hermanos de la Emperatriz Chen) Chen Xu y Chen Yu (陈蟜) tuvieron una disputa sobre la herencia, cada uno acusándose de adulterio e incesto. Ambos se suicidaron el mismo año.
Unos años más tarde, la ex-Emperatriz Chen murió, aproximadamente 20 años después de su deposición, y fue enterrada al este del Pabellón Langguan (郎官亭) en el Condado Baling (霸陵縣), aproximadamente 30 li al noreste de los cementerios ancestrales de Chang'an.

## Poesía
La Oda de la Puerta Larga (長門賦 Changmenfu) pertenece al género poético fu y fue escrita por Sima Xiangru sobre el amor entre la Emperatriz Chen y el Emperador Liu.

El texto original es:
夫何一佳人兮，步逍遥以自虞。魂逾佚而不反兮，形枯槁而独居。言我朝往而暮来兮，饮食乐而忘人。心慊移而不省故兮，交得意而相亲。

伊予志之慢愚兮，怀真悫之欢心。愿赐问而自进兮，得尚君之玉音。奉虚言而望诚兮，期城南之离宫。修薄具而自设兮，君曾不肯乎幸临。
Una traducción aproximada:
"Que mujer tan hermosa, libre, sin trabas, y llena de alegría. El alma se pierde sin mirar atrás, se marchita viviendo sola. Estoy feliz de comer y olvidarme de la gente. Moved vuestro corazón sin perder vuestra mente, marca una cita orgullosa y a ciegas.
Su objetivo puede tomar tiempo y ser tonto, pero está llena de felicidad y buena voluntad. Dispuesta a hacer preguntas y entrar, oirás la hermosa voz del monarca. Mirando en vano la honradez y sinceridad, se espera que salga del palacio en el sur de la ciudad. Curándose el cuerpo delgado y fortaleciéndose, para el monarca no es solo etiqueta."
Notas: 兮 xi es una partícula de exclamación antigua similar a 啊 un o 呀 ya.

## En la cultura popular
- 1990: serie de televisión Han Wudi, interpretada por Yu Hui.
- 2000: BMN serie de televisión de la cadena BMN The Prince of Han Dynasty, interpretada por He Jiayi.
- 2005: serie de televisión de la cadena CCTV The Emperor of Han Dynasty, interpretada por Xu Hongna.
- 2014: serie de los canales Zhejiang Huace Film y Now TV The Virtuous Queen of Han, interpretada por Zheng Yuanyuan (郑媛元).
- 2014: serie de televisión de HT TV Sound of the Desert.